# 埃列娜·奥普雷亚
埃列娜·奥普雷亚（羅馬尼亞語：Elena Oprea，1953年10月5日—），罗马尼亚女子赛艇运动员。她曾代表罗马尼亚参加世界赛艇锦标赛，获得一枚银牌和三枚铜牌。她也曾参加1976年和1980年夏季奥林匹克运动会。